# Museo del folclore de Loktak
El Museo del folclore de Loktak  o Museo del lolclore de Thanga  es un museo folclórico situado en la isla de Thanga en el lago Loktak de Manipur, India. Cuida y expone una colección de objetos artísticos, culturales e históricos relacionados con el lago Loktak. El museo conserva las costumbres y creencias populares, las medicinas populares y la literatura popular asociadas al lago Loktak.

## Historia
En 2016, la familia Tongbram liderada por Tongbram Amarjit tomó iniciativas para establecer el Museo del Folclore de Loktak en Thanga Tongbram Leikai en Thanga, Distrito de Bishnupur de Manipur. 
El museo fue inaugurado por Tongbram Mangibabu, el entonces miembro de la Asamblea Legislativa (MLA) de la circunscripción de Thanga en 2016. El acto inaugural estuvo presidido por el Dr. K. Sushila, Director de Arte y Cultura del Gobierno de Manipur.

## Colecciones y características
Las colecciones del Museo del Folclore de Loktak incluyen los equipos de pesca utilizados por los pescadores de los primeros tiempos, las literaturas sobre el Moirang Kangleirol dispersas por el Thanga y las regiones adyacentes. También alberga las pinturas de los seres espirituales y mortales, así como accesorios tradicionales de tejido artesanal y telar.
La fotografía y la videografía están permitidas en el interior del museo.

## Exposiciones
En octubre de 2019, se organizó el Festival de Poesía Bangla Manipuri durante 3 días (del 3 al 5 de octubre) en varias localidades de Manipur. El segundo día del festival, el evento se llevó a cabo en el Museo del Folclore de Loktak. El evento fue organizado por la Biblioteca y Centro de Información (LIC), Kakching y Sahitya Thoupang Lup (Sathoulup), Imphal.
En 2021, se celebró la Exposición de Arte Kalen en el Museo del Folclore de Loktak. El objetivo y la finalidad de la exposición de arte es promover el patrimonio cultural y la importancia del lago Loktak.
Tongbram Amarjit, el fundador del Museo del Folclore de Loktak, dijo:
"El museo, como sabemos, es el alma de la civilización humana y no podemos abandonar sin más las cosas del pasado."
El Museo del Folclore de Loktak había planeado organizar la Exposición de Arte Kalen asociada al Día Internacional de los Museos el 18 de mayo del año. Sin embargo, debido a la pandemia de COVID, el evento previsto se pospuso.
Kalen es el mes lunar meitei en el que se venera a los Umang Lai. En esta época se celebra el festival Lai Haraoba en todo el estado. En asociación con esto, la exposición de arte Kalen se centró en inspirar a los jóvenes a explorar el patrimonio cultural del lago Loktak.